# Daniel Bachmann
Daniel Bachmann (* 9. Juli 1994 in Wiener Neustadt) ist ein österreichischer Fußballtorhüter. Er steht als Leihspieler des FC Watford bei Deportivo La Coruña unter Vertrag und wurde 2017 erstmals in den Kader der österreichischen Nationalmannschaft berufen.

## Karriere

### Verein
Bachmann, der im Nachwuchs von FC Admira Wacker Mödling, SK Sturm Graz und FK Austria Wien gespielt hatte, kam im Sommer 2011 in die U-18-Akademie von Stoke City. Seit 2013 steht er als Profi bei Stoke City unter Vertrag. Von August 2014 bis Juni 2015 war er an den Fünftligisten FC Wrexham verliehen, danach bis August 2015 an den schottischen Erstligisten Ross County und schließlich an den englischen Drittligisten FC Bury. Für die Saison 2016/17 war er im Kader von Stoke City gelistet.
Im Juli 2017 schloss er sich für drei Jahre dem FC Watford an. Im August 2018 wurde er an den schottischen Erstligisten FC Kilmarnock verliehen.
Nach seiner Rückkehr würde sein Vertrag verlängert und er war ab 2022 Stammtorhüter. Nach einer Verletzungspause im Frühjahr 2025 wurde er aber degradiert und spielte keine Rolle mehr. Insgesamt kam er in acht Jahren in Watford zu zwölf Einsätzen in der Premier League und 117 weiteren in der EFL Championship. Im August 2025 wechselte er leihweise nach Spanien zu Zweitligist Deportivo La Coruña.

### Nationalmannschaft
Bachmann spielte mehrere Spiele für diverse Jugendnationalmannschaften des Österreichischen Fußball-Bundes. Von 2015 bis 2016 spielte er für die österreichische U-21-Nationalmannschaft, mit der er im November 2016 in den Playoff-Spielen die Qualifikation zur U-21-EM in Polen 2017 verpasste.
Im November 2015 stand Bachmann erstmals auf der Abrufliste des österreichischen Nationalteams. Im März 2017 wurde er schließlich erstmals in den Kader der A-Nationalmannschaft berufen. Im Mai 2021 wurde er in den vorläufigen Kader Österreichs für die EM 2021 berufen und schaffte es schlussendlich auch in den endgültigen Kader. Im Juni 2021 debütierte er in einem Testspiel gegen England schließlich auch im A-Nationalteam. Mit dem Kader Österreichs kam bei der EM 2021 bis zum Achtelfinale. Während des Turniers stand er in allen vier Partien Österreichs im Tor.